# Lucien Cerfaux
Lucien Cerfaux, né le 14 juin 1883 à Presles (Belgique) et décédé le 11 août 1968 à Lourdes (France), était un prêtre catholique du diocèse de Tournai, exégète et professeur de théologie biblique à l’université catholique de Louvain. Il est particulièrement connu pour ses recherches et écrits en théologie paulinienne.

## Éléments de biographie
Souhaitant devenir prêtre, Lucien Cerfaux fait ses études au séminaire de Bonne-Espérance du diocèse de Tournai. Il est ensuite envoyé au collège belge de Rome où il obtient un doctorat en théologie à l’université grégorienne (1903-1910) Il poursuit avec une année de spécialisation exégétique et biblique à l’institut biblique pontifical (1910-1911). 
Revenu en Belgique Cerfaux enseigne l’Écriture sainte au grand séminaire de Tournai de 1911 à 1930. C’est alors qu'il se lie d’amitié avec le dominicain Antoine Lemonnyer et le jésuite Léonce de Grandmaison. À partir de 1928, il enseigne à temps partiel à l’université de Louvain. Deux ans plus tard Cerfaux est nommé professeur et occupe la chaire d’études néotestamentaires à la faculté de théologie de l‘université de Louvain. Spécialiste de la théologie paulinienne Cerfaux fut membre de la commission théologique préparatoire du concile Vatican II et « peritus » (expert) durant le concile même.

## Publications
- La théologie de l’Église suivant saint Paul, Paris 1942.
- Le Christ dans la théologie de saint Paul, Paris, 1954.
- Le chrétien dans la théologie paulinienne, Paris, Le Cerf, 1962.
- L’itinéraire spiritual de saint Paul, Paris, Éditions du Cerf, 1968, 210 p.
- Jésus aux origines de la Tradition, Desclée de Brouwer, 1968
- Recueil Lucien Cerfaux: Études d’Exégèse et d’histoire religieuse de Monseigneur Cerfaux réunies à l'occasion de son soixante-dixième anniversaire (3 volumes), dans Bibliotheca Ephemeridum Theologicarum Lovaniensium (vol. VI),   Louvain, Peeters Publishers, 1954 (nouvelle édition en 1985).
- Lucien Cerfaux (1883-1968). Actes de la journée d'études à l'occasion du 50ème anniversdaire de sa disparition, Paris, Cerf, coll. "Patrimoines", 2019, 200p.